# Marin Čilić
Marin Čilić (Međugorje, 28 september 1988) is een tennisser uit Kroatië.
In 2014 won Čilić ten koste van de Japanner Kei Nishikori het US Open – daarmee doorbrak hij heel even de jarenlange hegemonie van Roger Federer, Rafael Nadal, Novak Djokovic en Andy Murray, die tussen 2004 en 2019 de prijzen verdeelden. Ook op Wimbledon 2017 en het Australian Open 2018 bereikte de Kroaat de finale, maar hij verloor beide malen van Federer. In 2021 behaalde hij met zijn dubbelpartner Ivan Dodig de zilveren medaille op de Olympische Spelen 2020.

## Carrière
In 2005 begon hij met professioneel tennis. Zijn hoogste plaats op de ATP-ranking behaalde hij op 29 januari 2018, namelijk de 3e plaats.

### Junioren
Čilić begon te tennissen in het ITF-circuit in het voorjaar van 2004. In het begin speelde hij op gravelbanen, waarop hij de La Vie Junior Cup Villach won in het enkelspel en de Open Nederlandse Junioren Kampioenschappen in het dubbelspel. In datzelfde jaar kwalificeerde hij zich voor het US Open, waar hij in de tweede ronde van Sam Querrey verloor. In 2005 won hij het Roland Garros jongens enkelspel door in de halve finale Andy Murray te verslaan en in de finale Antal van der Duim. Hij eindigde dat jaar op de tweede plaats van de juniorenranglijst, achter Donald Young.

### 2007
Zijn eerste titels haalde Čilić in 2007. In dat jaar won hij de Casablanca Challenger en de Rijeka Challenger. In juni versloeg hij in de eerste ronde van Queen's Tim Henman. Hij werd in de kwartfinale door Andy Roddick verslagen.

### 2008
In 2008 raakte hij steeds verder in ATP-toernooien. Zo haalde hij de halve finale van het ATP-toernooi van Chennai door achtereenvolgens Viktor Troicki, Nicolas Mahut en Robin Haase te verslaan. Hij verloor de halve finale van de latere winnaar Michail Joezjny.
Op het Australian Open haalde hij de vierde ronde, na onder andere Fernando González verslagen te hebben. Hij verloor in die vierde ronde van James Blake. Hierdoor steeg hij op de ATP ranglijst naar de 39e positie. Ook op Wimbledon haalde hij de vierde ronde door onder andere Jarkko Nieminen en Paul-Henri Mathieu te verslaan.
Zijn eerste ATP-titel won hij in New Haven op het lokale ATP-toernooi. Hij versloeg toen achtereenvolgens Viktor Troicki, Jürgen Melzer, Igor Andrejev en Mardy Fish.

### 2009
De stijgende lijn van 2008 hield hij in 2009 vol, door opnieuw de vierde ronde van het Australian Open te halen. Hij verloor hier van de Argentijn Juan Martín del Potro. Vóór dit toernooi had hij zijn tweede ATP-titel binnengehaald door het ATP-toernooi van Chennai te winnen. In het begin van februari won hij ook zijn derde ATP-toernooi, door in de finale van Zagreb zijn landgenoot Mario Ančić te verslaan.

### 2010

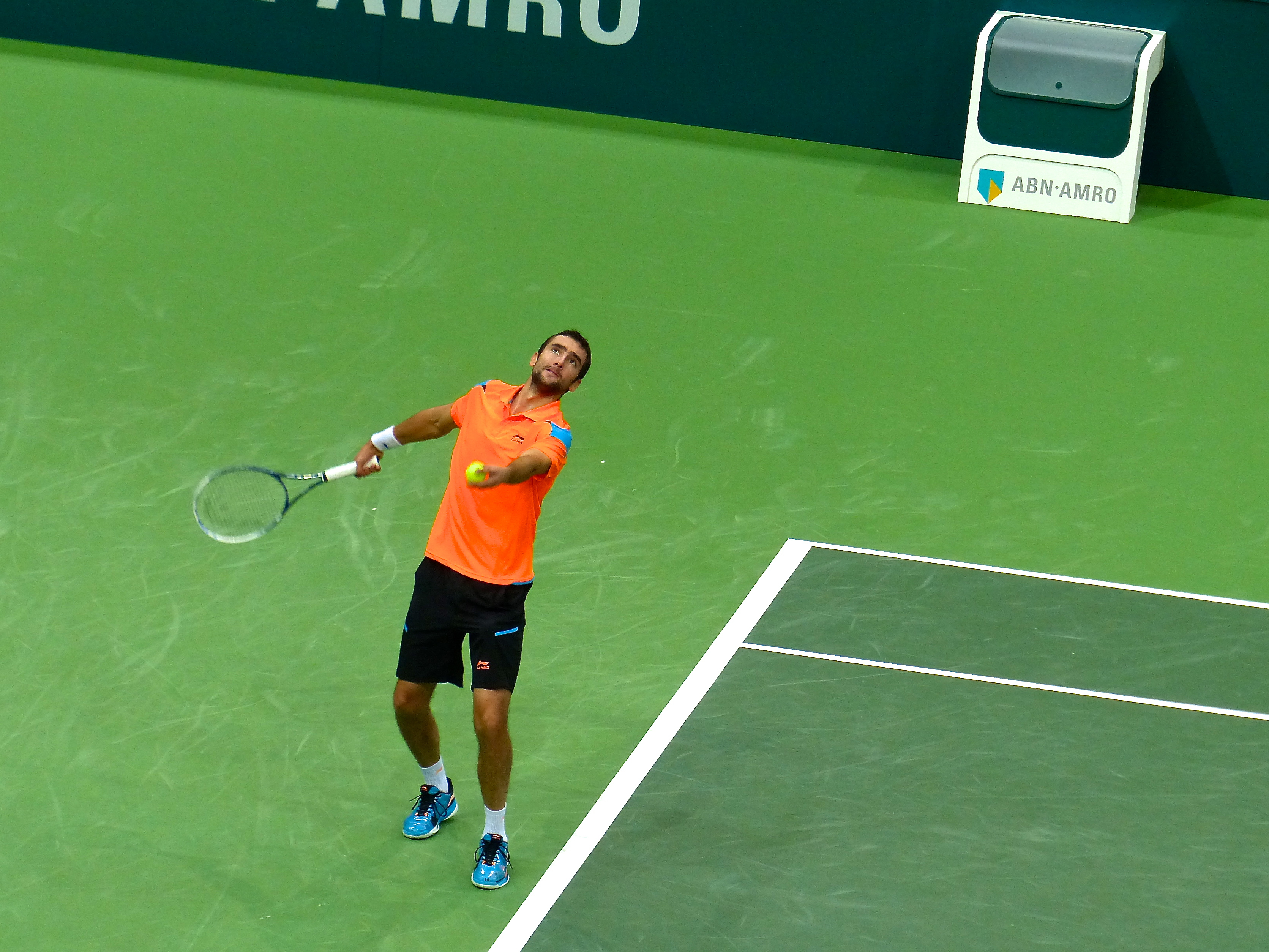
Čilić in Rotterdam in 2014

Aan het begin van het seizoen 2010 bereikte de Kroaat de halve finale van het Australian Open, op de weg naar zijn beste grandslamprestatie versloeg Čilić onder meer Andy Roddick en Juan Martín del Potro. In de halve finale bleek Andy Murray echter te sterk.

### Schorsing
In juli 2013 werd bekendgemaakt dat hij voor drie maanden was geschorst. Hij zou in mei eerder dat jaar tijdens het ATP-toernooi in München zijn betrapt op het gebruik van een verboden glucose-middel.

### 2014
Čilić bereikte op het US Open voor het eerst de finale van een grandslamtoernooi. Hierin wist hij de Japanner Kei Nishikori, eveneens debuterend finalist, te verslaan: 6-3, 6-3 en 6-3.
Tijdens de ATP World Tour Finals verloor Čilić zijn drie groepswedstrijden.
In december 2014 won Čilić de prijs voor beste Kroatische Sporter van het Jaar samen met Sandra Perković.

## Palmares
| Legenda                       | Legenda               |
| ----------------------------- | --------------------- |
| Grand Slam                    |                       |
| Olympische Spelen             |                       |
| tot 2009                      | vanaf 2009            |
| Tennis Masters Cup            | ATP Finals            |
| ATP Masters Series            | ATP Tour Masters 1000 |
| ATP International Series Gold | ATP Tour 500          |
| ATP International Series      | ATP Tour 250          |

### Enkelspel
| Nr.                  | Datum             | Toernooi                | Ondergrond    | Tegenstander in finale | Score                   |               |
| -------------------- | ----------------- | ----------------------- | ------------- | ---------------------- | ----------------------- | ------------- |
| gewonnen finales     |                   |                         |               |                        |                         |               |
| 1.                   | 23 augustus 2008  | ATP New Haven           | Hardcourt     | Mardy Fish             | 6-4, 4-6, 6-2           | details       |
| 2.                   | 11 januari 2009   | ATP Chennai (1)         | Hardcourt     | Somdev Devvarman       | 6-4, 7-6                | details       |
| 3.                   | 8 februari 2009   | ATP Zagreb (1)          | Hardcourt (i) | Mario Ančić            | 6-3, 6-4                | details       |
| 4.                   | 10 januari 2010   | ATP Chennai (2)         | Hardcourt     | Stanislas Wawrinka     | 7-6, 7-6                | details       |
| 5.                   | 7 februari 2010   | ATP Zagreb (2)          | Hardcourt (i) | Michael Berrer         | 6-4, 6-7, 6-3           | details       |
| 6.                   | 30 oktober 2011   | ATP Sint-Petersburg (1) | Hardcourt (i) | Janko Tipsarević       | 6–3, 3-6, 6-3           | details       |
| 7.                   | 17 juni 2012      | ATP Londen (1)          | Gras          | David Nalbandian       | 6-7, 4-3, diskw.        | details       |
| 8.                   | 15 juli 2012      | ATP Umag                | Gravel        | Marcel Granollers      | 6-4, 6-2                | details       |
| 9.                   | 10 februari 2013  | ATP Zagreb (3)          | Hardcourt (i) | Jürgen Melzer          | 6-3, 6-1                | details       |
| 10.                  | 9 februari 2014   | ATP Zagreb (4)          | Hardcourt (i) | Tommy Haas             | 6-3, 6-4                | details       |
| 11.                  | 23 februari 2014  | ATP Delray Beach        | Hardcourt     | Kevin Anderson         | 7-6, 6-7, 6-4           | details       |
| 12.                  | 8 september 2014  | US Open                 | Hardcourt     | Kei Nishikori          | 6-3, 6-3, 6-3           | details       |
| 13.                  | 19 oktober 2014   | ATP Moskou (1)          | Hardcourt (i) | Roberto Bautista Agut  | 6-4, 6-4                | details       |
| 14.                  | 25 oktober 2015   | ATP Moskou (2)          | Hardcourt (i) | Roberto Bautista Agut  | 6-4, 6-4                | details       |
| 15.                  | 21 augustus 2016  | ATP Cincinnati          | Hardcourt     | Andy Murray            | 6-2, 3-6, 6-3           | details       |
| 16.                  | 30 oktober 2016   | ATP Bazel               | Hardcourt     | Kei Nishikori          | 6-1, 7-6                | details       |
| 17.                  | 7 mei 2017        | ATP Istanbul            | Gravel        | Milos Raonic           | 7-6, 6-3                | details       |
| 18.                  | 24 juni 2018      | ATP Londen (2)          | Gras          | Novak Đoković          | 5-7, 7-6, 6-3           | details       |
| 19.                  | 13 juni 2021      | ATP Stuttgart           | Gras          | Félix Auger-Aliassime  | 7-6(2), 6-3             | details       |
| 20.                  | 31 oktober 2021   | ATP Sint-Petersburg (2) | Hardcourt (i) | Taylor Fritz           | 7–6(3), 4-6, 6-4        | details       |
| verloren finales     |                   |                         |               |                        |                         |               |
| 1.                   | 11 oktober 2009   | ATP Peking              | Hardcourt     | Novak Đoković          | 2-6, 6-7                | details       |
| 2.                   | 1 november 2009   | ATP Wenen               | Hardcourt (i) | Jürgen Melzer          | 4-6, 3-6                | details       |
| 3.                   | 9 mei 2010        | ATP München             | Gravel        | Michail Joezjny        | 3-6, 6-4, 4-6           | details       |
| 4.                   | 20 februari 2011  | ATP Marseille           | Hardcourt     | Robin Söderling        | 7-6, 3-6, 3-6           | details       |
| 5.                   | 31 juli 2011      | ATP Umag                | Gravel        | Oleksandr Dolgopolov   | 4-6, 6-3, 3-6           | details       |
| 6.                   | 9 oktober 2011    | ATP Peking              | Hardcourt     | Tomáš Berdych          | 6-3, 4-6, 1-6           | details       |
| 7.                   | 6 mei 2012        | ATP München             | Gravel        | Philipp Kohlschreiber  | 6-7, 3-6                | details       |
| 8.                   | 16 juni 2013      | ATP Londen              | Gras          | Andy Murray            | 7-5, 5-7, 3-6           | details       |
| 9.                   | 16 februari 2014  | ATP Rotterdam           | Hardcourt (i) | Tomáš Berdych          | 4-6, 2-6                | details       |
| 10.                  | 21 februari 2016  | ATP Marseille           | Hardcourt (i) | Nick Kyrgios           | 2-6, 6-7                | details       |
| 11.                  | 22 mei 2016       | ATP Genève              | Gravel        | Stanislas Wawrinka     | 4-6, 6-7                | details       |
| 12.                  | 25 juni 2017      | ATP Londen              | Gras          | Feliciano López        | 6-4, 6-7, 6-7           | details       |
| 13.                  | 16 juli 2017      | Wimbledon               | Gras          | Roger Federer          | 3-6, 1-6, 4-6           | details       |
| 14.                  | 28 januari 2018   | Australian Open         | Hardcourt     | Roger Federer          | 2-6, 7-6, 3-6, 6-3, 1-6 | details       |
| 15.                  | 24 oktober 2021   | ATP Moskou              | Hardcourt (i) | Aslan Karatsev         | 2-6, 4-6                | details       |
| 16.                  | 26 september 2022 | ATP Tel Aviv            | Hardcourt (i) | Novak Djokovic         | 3-6, 4-6                | details       |
| Gewonnen challengers |                   |                         |               |                        |                         |               |
| 1.                   | 9 april 2007      | Casablanca              | Gravel        | Simone Bolelli         | 4-6, 6-3, 6-4           | 4-6, 6-3, 6-4 |
| 2.                   | 7 mei 2007        | Rijeka                  | Gravel        | Lukáš Lacko            | 7-5, 6-2                | 7-5, 6-2      |

### Dubbelspel
| Nr.                               | Datum        | Toernooi          | Ondergrond | Partner     | Tegenstanders in finale      | Score            |         |
| --------------------------------- | ------------ | ----------------- | ---------- | ----------- | ---------------------------- | ---------------- | ------- |
| verloren finales mannendubbelspel |              |                   |            |             |                              |                  |         |
| 1.                                | 30 juli 2011 | ATP Umag          | Gravel     | Lovro Zovko | Simone Bolelli Fabio Fognini | 3-6, 7-5, [7-10] | details |
| 2.                                | 30 juli 2021 | Olympische Spelen | Hardcourt  | Ivan Dodig  | Nikola Mektić Mate Pavić     | 4-6, 6-3, [6-10] | details |

### Landencompetities
| Nr.              | Datum                | Toernooi  | Ondergrond    | Partner(s)                                                              | Tegenstanders in finale                                                       | Score                 | Details |
| ---------------- | -------------------- | --------- | ------------- | ----------------------------------------------------------------------- | ----------------------------------------------------------------------------- | --------------------- | ------- |
| Gewonnen finales |                      |           |               |                                                                         |                                                                               |                       |         |
| 1.               | 22-24 september 2017 | Laver Cup | Hardcourt (i) | Rafael Nadal Roger Federer Alexander Zverev Dominic Thiem Tomáš Berdych | Sam Querrey John Isner Nick Kyrgios Jack Sock Denis Shapovalov Frances Tiafoe | 15-9 (12 wedstrijden) | Details |
| Verloren finales |                      |           |               |                                                                         |                                                                               |                       |         |
| 1.               | 5 december 2021      | Davis Cup | Hardcourt (i) | Andrej Roebljov Daniil Medvedev Karen Chatsjanov Aslan Karatsev         | Borna Gojo Nino Serdarušić Nikola Mektić Mate Pavić                           | 2-0 (2 wedstrijden)   | details |

## Resultaten grote toernooien
| Legenda | Legenda                          |
| ------- | -------------------------------- |
| g.t.    | geen toernooi gehouden           |
| l.c.    | lagere categorie                 |
| –       | niet deelgenomen                 |
| G       | uitgeschakeld in de groepsfase   |
| 1R      | uitgeschakeld in de eerste ronde |
| 2R      | uitgeschakeld in de tweede ronde |
| 3R      | uitgeschakeld in de derde ronde  |
| 4R      | uitgeschakeld in de vierde ronde |
| KF      | uitgeschakeld in de kwartfinale  |
| HF      | uitgeschakeld in de halve finale |
| F       | de finale verloren               |
| W       | het toernooi gewonnen            |
| w-v     | winst/verlies-balans             |

### Enkelspel
| grandslamtoernooien  |      |      |      |      |      |    |      |      |      |    |      |      |      |      |      |      |
| Australian Open      | 1R   | 4R   | 4R   | HF   | 4R   | –  | 3R   | 2R   | –    | 3R | 2R   | F    | 4R   | 4R   | 1R   | 4R   |
| Roland Garros        | 1R   | 2R   | 4R   | 4R   | 1R   | 3R | 3R   | 3R   | 4R   | 1R | KF   | KF   | 2R   | 1R   | 2R   | HF   |
| Wimbledon            | 1R   | 4R   | 3R   | 1R   | 1R   | 4R | 2R   | KF   | KF   | KF | F    | 2R   | 2R   | g.t. | 3R   | –    |
| US Open              | –    | 3R   | KF   | 2R   | 3R   | KF | –    | W    | HF   | 3R | 3R   | KF   | 4R   | 3R   | 1R   | 4R   |
| ATP Finals           |      |      |      |      |      |    |      |      |      |    |      |      |      |      |      |      |
| ATP Finals           | –    | –    | –    | –    | –    | –  | –    | G    | –    | G  | G    | G    | –    | –    | –    | –    |
| ATP Masters 1000     |      |      |      |      |      |    |      |      |      |    |      |      |      |      |      |      |
| Indian Wells         | –    | 2R   | 3R   | 2R   | 3R   | 2R | 3R   | 4R   | 2R   | KF | 2R   | 3R   | 3R   | g.t. | –    | 1R   |
| Miami                | –    | 2R   | 3R   | 4R   | 2R   | 3R | KF   | 2R   | –    | 3R | 2R   | 4R   | 2R   | g.t. | 4R   | 3R   |
| Monte Carlo          | –    | 1R   | 2R   | 3R   | 3R   | 2R | 3R   | 2R   | KF   | –  | KF   | KF   | 2R   | g.t. | 1R   | 2R   |
| Madrid               | l.c. | l.c. | 2R   | 3R   | 2R   | 3R | 1R   | 3R   | 2R   | –  | 2R   | –    | KF   | g.t. | –    | 2R   |
| Rome                 | –    | 1R   | 3R   | 2R   | KF   | 1R | 2R   | 2R   | 1R   | –  | KF   | HF   | 2R   | 3R   | 2R   | 3R   |
| Montreal/Toronto     | –    | KF   | 1R   | 1R   | 3R   | 3R | –    | 3R   | 2R   | 2R | –    | KF   | 3R   | g.t. | 2R   | 3R   |
| Cincinnati           | –    | 1R   | 2R   | 1R   | 1R   | KF | –    | 3R   | 3R   | W  | –    | HF   | 1R   | 1R   | 3R   | 2R   |
| Shanghai             | l.c. | l.c. | 1R   | 1R   | 1R   | KF | –    | 1R   | 3R   | 2R | HF   | 2R   | 1R   | g.t. | g.t. | g.t. |
| Parijs               | –    | 3R   | KF   | 3R   | 1R   | 2R | 2R   | –    | 2R   | HF | KF   | KF   | 2R   | 3R   | 2R   | 1R   |
| olympisch            |      |      |      |      |      |    |      |      |      |    |      |      |      |      |      |      |
| Olympische Spelen    | g.t. | 2R   | g.t. | g.t. | g.t. | 2R | g.t. | g.t. | g.t. | 3R | g.t. | g.t. | g.t. | g.t. | 2R   | g.t. |
| statistieken         |      |      |      |      |      |    |      |      |      |    |      |      |      |      |      |      |
| totaal aantal titels | 0    | 1    | 2    | 2    | 1    | 2  | 1    | 4    | 1    | 2  | 1    | 1    | 0    | 0    | 2    | 0    |
| eindejaarsranking    | 71   | 22   | 14   | 14   | 22   | 15 | 37   | 9    | 13   | 6  | 6    | 7    | 39   | 42   | 30   | 17   |

### Dubbelspel
| toernooi             | 2008 | 2009 | 2010 | 2011 | 2012 | 2013 | 2014 | 2015 | 2016 | 2017 | 2018 | 2019 | 2020 | 2021 | 2022 |
| -------------------- | ---- | ---- | ---- | ---- | ---- | ---- | ---- | ---- | ---- | ---- | ---- | ---- | ---- | ---- | ---- |
| grandslamtoernooien  |      |      |      |      |      |      |      |      |      |      |      |      |      |      |      |
| Australian Open      | –    | –    | –    | –    | –    | –    | –    | –    | –    | –    | –    | –    | –    | –    | –    |
| Roland Garros        | –    | –    | –    | –    | –    | –    | –    | –    | –    | –    | –    | –    | –    | –    | –    |
| Wimbledon            | –    | –    | –    | –    | –    | –    | –    | –    | –    | –    | –    | –    | g.t. | –    | –    |
| US Open              | –    | –    | –    | –    | –    | –    | –    | –    | –    | –    | –    | –    | –    | –    | –    |
| ATP Masters 1000     |      |      |      |      |      |      |      |      |      |      |      |      |      |      |      |
| Indian Wells         | –    | –    | 1R   | 2R   | –    | 1R   | 1R   | –    | –    | 1R   | –    | –    | g.t. | –    | –    |
| Miami                | –    | –    | –    | 2R   | 1R   | KF   | 1R   | –    | 2R   | KF   | –    | –    | g.t. | –    | 1R   |
| Monte Carlo          | –    | KF   | 1R   | –    | 2R   | 1R   | 1R   | 1R   | –    | 1R   | –    | –    | g.t. | –    | 1R   |
| Madrid               | l.c. | –    | –    | HF   | KF   | 2R   | 1R   | KF   | –    | –    | –    | –    | g.t. | –    | –    |
| Rome                 | –    | –    | –    | –    | –    | –    | KF   | –    | –    | –    | –    | –    | –    | 1R   | –    |
| Montreal/Toronto     | –    | –    | –    | –    | –    | –    | HF   | 2R   | 2R   | –    | –    | –    | g.t. | 1R   | –    |
| Cincinnati           | –    | –    | –    | –    | –    | –    | 2R   | –    | –    | –    | –    | –    | –    | –    | –    |
| Shanghai             | l.c. | –    | –    | –    | HF   | –    | 2R   | –    | HF   | –    | –    | –    | g.t. | g.t. | g.t. |
| Parijs               | 1R   | –    | 2R   | –    | HF   | –    | –    | –    | –    | –    | –    | 2R   | –    | –    | –    |
| olympisch            |      |      |      |      |      |      |      |      |      |      |      |      |      |      |      |
| Olympische Spelen    | –    | g.t. | g.t. | g.t. | KF   | g.t. | g.t. | g.t. | 1R   | g.t. | g.t. | g.t. | g.t. | F    | g.t. |
| statistieken         |      |      |      |      |      |      |      |      |      |      |      |      |      |      |      |
| totaal aantal titels | 0    | 0    | 0    | 0    | 0    | 0    | 0    | 0    | 0    | 0    | 0    | 0    | 0    | 0    | 0    |
| eindejaarsranking    | 299  | 239  | 300  | 67   | 59   | 172  | 103  | 250  | 124  | 184  | —    | 444  | 281  | 423  | —    |